# 채송년
채송년(蔡松年, ? ~ 1251년 윤10월 28일)은 고려 후기의 문신이다. 본관은 평강(平康), 자는 천로(天老)이다. 채정(蔡楨)의 아버지이다.

## 생애
어전행수(御殿行首)를 지내다가 낭장(郞將)에 임명된 후 한참이나 관함을 바꾸지 않았다. 최충헌(崔忠獻)이 그 까닭을 물어도 대답하지 않자, 곁의 사람이, “그의 아버지가 아직 참직(叅職)이 되지 못했는데, 만약 관함을 바꾸고 조정의 벼슬길로 나갈 경우 아버지가 멀리서 보고 자기 자식인 줄 모르고 말에서 내려 피해 달아날까 걱정하기 때문입니다.”고 일러 주었다. 최충헌이 옳은 일이라 여기고서 곧 그의 부친에게 참직을 주었다.
채송년은 이 일로 최충헌의 인정을 받아 추밀원승선(樞密院承宣), 어사대부(御史大夫), 참지정사(叅知政事)로 계속 승진했으며, 고종 38년(1251) 중서시랑평장사(中書侍郞平章事)를 끝으로 죽었다. 그는 자태가 단아 수려하였고, 성품이 온화해 처음부터 끝까지 부귀를 누릴 수 있었다. 시호는 경평(景平)이다.
묘는 강원도 평강군 유진면에 있다.

## 가계
- 부 - 채영(蔡泳)[4] : 태묘서령(太廟署令), 증(贈) 상서령(尙書令)
- 모 - 경상도안찰사(慶尙道按察使) 지자심(池資深)의 딸[5]
  - 동생 - 채화(蔡華)[5] : 소부감(小府監), 증 문하시랑평장사(門下侍郞平章事)·판이부사(判吏部事)·상장군(上將軍), 채모(蔡謨, 1229년 ~ 1303년)의 아버지
  - 부인 - 형부시랑(刑部侍郞) 김보광(金寶光)의 딸[5]
    - 아들 - 채정(蔡楨, ? ~ 1271년) : 문하시랑평장사(門下侍郞平章事), 정선공(靖宣公), 원종(元宗)의 배향공신